# David Ojstrach

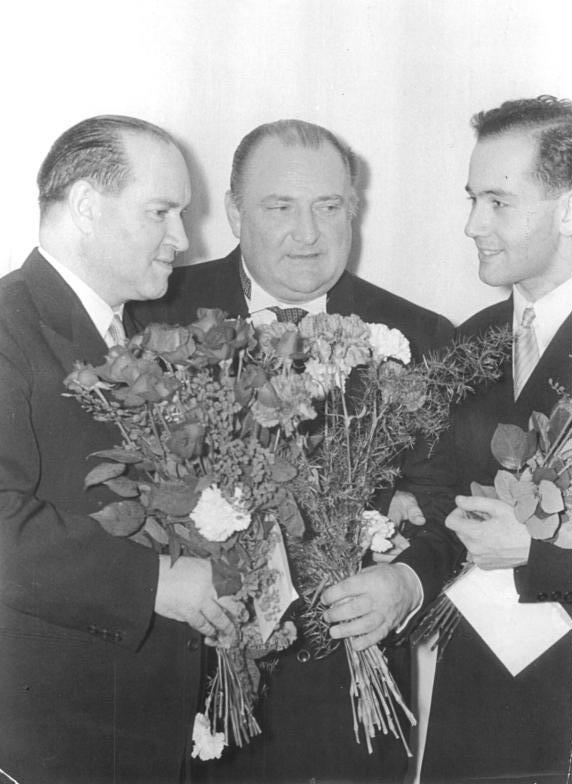
David Ojstrach (vänster), tillsammans med digigenten Franz Konwitschny (mitten) och sonen Igor Ojstrach (höger), år 1957

David Fjodorovitj Ojstrach, född 17 september 1908 i Odessa, död 24 oktober 1974 i Amsterdam, var en violinist från Guvernementet Cherson i dåvarande Kejsardömet Ryssland och Sovjetunionen i nuvarande Ukraina

## Biografi
Ojstrach fick sin utbildning vid konservatoriet i Odessa, debuterade vid 19 års ålder och blev snart en av samtidens ledande violinister. Han turnerade i många länder, under senare år ofta tillsammans med sin son och elev Igor Ojstrach, som likaledes var violinist. 

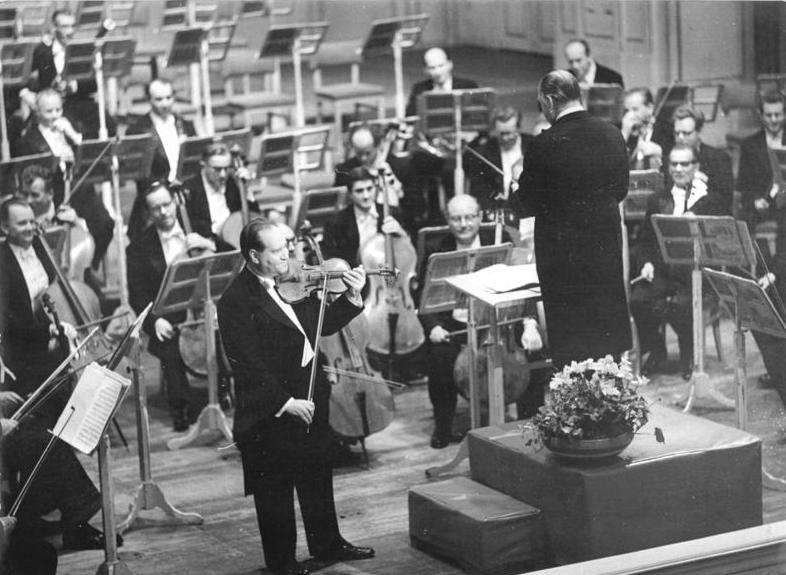
David Ojstrach som solist vid uppförandet av en violinkonsert